# Bad Habits (canción de The Last Shadow Puppets)
«Bad Habits» (en español: Malos Hábitos) es una canción de la banda inglesa The Last Shadow Puppets, lanzado el 10 de enero de 2016 como primer sencillo promocional de su segundo álbum de estudio, Everything You've Come To Expect bajo el sello discográfico Domino Records. ''Bad Habits'' es, además, el primer lanzamiento que realiza la banda de un periodo de inactividad de casi ocho años, exactamente desde ''My Mistakes Were Made for You'' del 2008.

## Composición y grabación
En una entrevista con Stacey Anderson para Interview, Miles Kane declaró que "Bad Habits" se originó a partir de las tocadas del bajo de Alex Turner y él mismo haciendo la voz principal para este sencillo. Ellos admitieron que el corte original de la canción duraba casi 40 minutos.

## Recepción crítica
Brennan Carley de la revista Spin dijo que "Bad Habits" tiene un aire "fuerte, insistente, urgente a él, con una sección de cuerdas prominente que subraya el caos con una sensación de malestar". Peter Helman de Stereogum notó que la canción es como algo "impetuosa, deslizante con línea de bajo insistente y una sección de cuerdas que sobresale por cortesía de Owen Pallett".

## Vídeo musical
Un videoclip para "Bad Habits" fue subido al canal oficial de The Last Shadow Puppets en YouTube el 10 de enero de 2016, justo el mismo día que se lanzaba el primer corte promocional del álbum. El vídeo muestra a la banda tocando en un bar de California, mientras se aprecia a Turner y a Kane haciendo vida social, interactuando entre ellos y grabando el sencillo.  El vídeo fue dirigido por Ben Chappell.

## Listado de pistas
| Digital download |              |          |  |
| N.º              | Título       | Duración |  |
| 1.               | «Bad Habits» | 3:00     |  |

| Everything You've Come to Expect Deluxe LP – exclusive 7" vinyl |                       |          |  |
| N.º                                                             | Título                | Duración |  |
| 1.                                                              | «Bad Habits»          | 3:00     |  |
| 2.                                                              | «The Bourne Identity» | 3:05     |  |

## Personal
The Last Shadow Puppets
- Alex Turner – guitarra acústica, coros
- Miles Kane  – voz principal, guitarra eléctrica
- James Ford – batería, percusión, piano, vibráfono
- Zach Dawes– bajo
- Owen Pallett – arreglos

## Listas internacionales
| Lista (2016)                    | Posición |
| ------------------------------- | -------- |
| Bélgica (Flandes) (Ultratop 50) | 46       |